# Chorvatsko na Letních olympijských hrách 2000
Chorvatsko se účastnilo Letní olympiády 2000. Zastupovalo ho 88 sportovců (63 mužů a 25 žen) ve 12 sportech.

## Medailisté
| Medaile | Jméno | Sport     | Soutěž                    |
| ------- | --- | --------- | ------------------------- |
| Zlato   | Nikolaj Pešalov | Vzpírání  | muži pérová váha do 62 kg |
| Bronz   | Igor Boraska Krešimir Čuljak Igor Francetić Tihomir Franković Silvijo Petriško Nikša Skelin Siniša Skelin Tomislav Smoljanović Branimir Vujević | Veslování | muži osmiveslice          |